# Central Eléctrica de Nou Moles
La Central Eléctrica de Nou Moles está ubicada en la plaza de Nou Moles de la ciudad de Valencia (España). Se trata de un edificación construida en 1908, obra del arquitecto Vicente Rodríguez Martín.

## Edificio
El edificio fue ejecutado por el arquitecto valenciano Vicente Rodríguez Martín en 1908. De estilo modernista valenciano, toma el nombre del barrio de Nou Moles, donde está ubicada, cerca de la antigua acequia de Favara y el camino de Tránsitos. 
Fue edificada a instancias de la compañía eléctrica Hidrola, que posteriormente pasaría a llamarse Hidroeléctrica Española e Iberdrola, sucesivamente. De hecho un ingeniero de la compañía eléctrica colaboró con el arquitecto en la construcción.
El edificio presenta líneas austeras propias de la función para la que fue diseñado con elementos ornamentales modernistas simplificados que recuerdan a los utilizados en la Exposición Regional Valenciana de 1909.
La central eléctrica se hallaba desprovista de urbanización en sus alrededores, lo cual le proporcionaba una imagen degradada. En julio de 2003 se aprueba un plan de reforma interior y la urbanización, proyectandose nuevas viviendas para integrar definitivamente al edificio en su entorno urbanístico. Alrededor del edificio se construyó un parque público y un conjunto de viviendas, dando lugar a la plaza de Nou Moles.